# 1247년

## 연호
- 남송(南宋) 순우(淳祐) 7년
- 일본(日本) 간겐(寛元) 5년 / 호지(寶治) 원년
- 쩐 왕조(陳朝) 티엔응찐빈(天應政平) 16년

## 기년
- 남송(南宋) 이종(理宗) 23년
- 고려(高麗) 고종(高宗) 34년
- 몽골 귀위크 칸 2년
- 쩐 왕조(陳朝) 태종(太宗) 23년

## 사건
- 몽고, 고려에 4차로 침입하다.

## 사망
- 고려(高麗)의 왕후(王后) 성평왕후(成平王后)